# Funiculaire d'Évian-les-Bains

Plan de ligne

Le funiculaire d'Évian-les-Bains, également surnommé le « petit métro évianais », relie le centre-ville d'Évian-les-Bains à la commune de Neuvecelle. Mis en service en 1913, il est le seul funiculaire en France à avoir six stations.

## Historique

### Comment desservir les hauteurs d'Évian?
À la fin du XIXe siècle, le développement des infrastructures touristiques à Évian est tel que des hôtels se construisent non plus le long du Léman mais sur les hauteurs de la ville, ce qui nécessite de trouver de nouvelles solutions pour desservir ces nouvelles infrastructures.
Profitant de l'arrivée de l'électricité en ville en 1898, la société des Eaux d'Évian, qui gère le Splendide Hôtel, inaugure le 10 juin un tramway à traction électrique de 300 mètres de long surnommé la « Patache » pour entre l'avenue des Sources et l'hôtel. L'unique motrice était alimenté en 200 V triphasé à 50 Hz, ce qui est à l'époque la première installation du genre en France, et pouvait transporter 16 personnes.
Ce tramway sera supprimé en 1907 à l'ouverture du funiculaire, il n'en reste que la gare de la station aval construite lors du déplacement de cette station à une date inconnue. Un projet de seconde ligne vers la source Cachat fut envisagé en 1899, sans suite.

### Création, développement et déclin du funiculaire

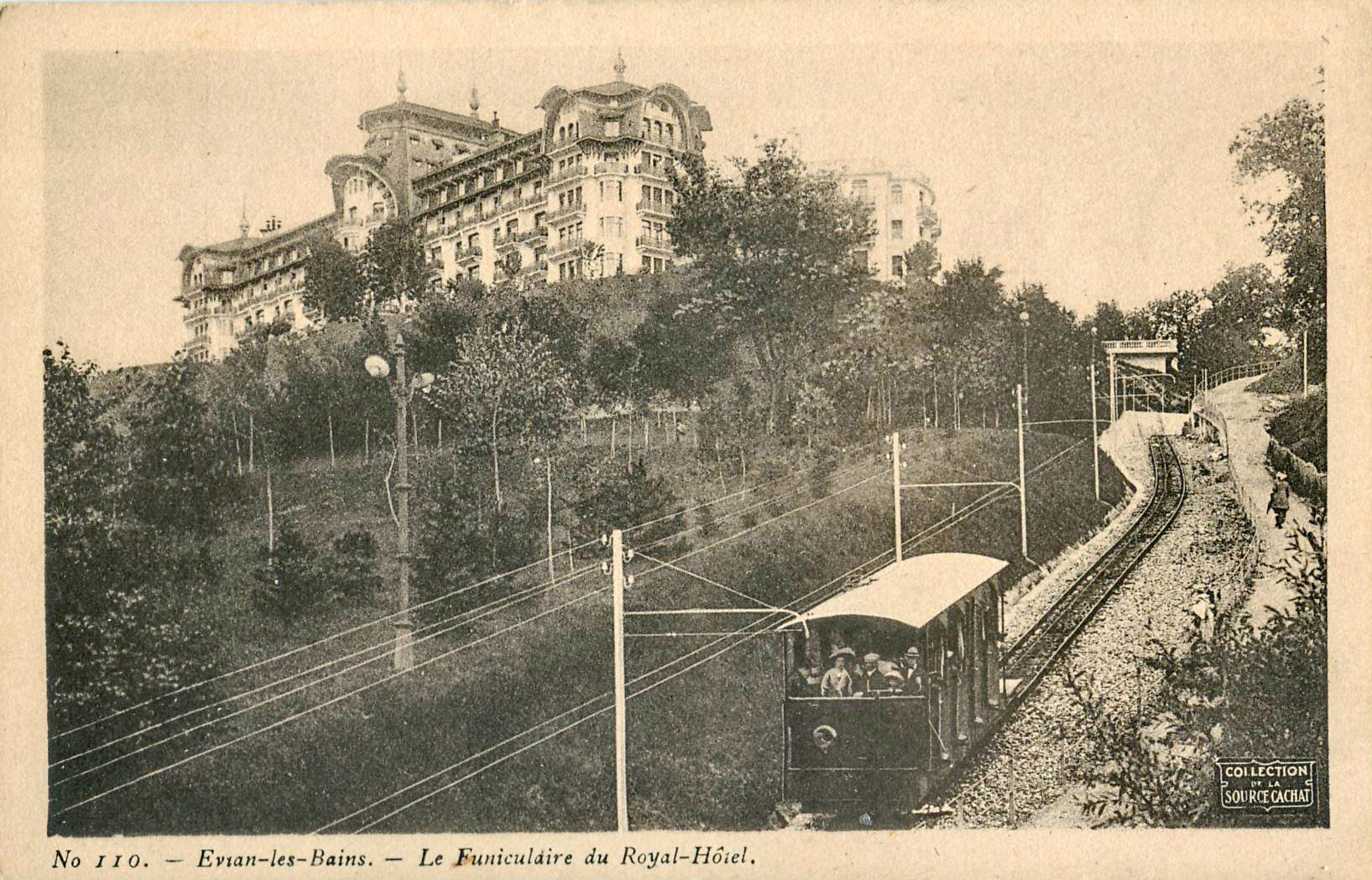
Le funiculaire en contrebas du Royal Hôtel, en 1912, après son prolongement vers Neuvecelle

En 1906, la société des eaux d'Évian propose à la ville un projet de funiculaire entre son nouvel hôtel, l'hôtel Royal, le Splendide Hôtel et l'avenue des Sources via le lit du ruisseau du Nant d'Enfer qui serait canalisé. Cette ligne longue de 373 mètres est mise en service en 1907 ; elle dispose d'un évitement de type Abt et les voitures sont construites par la Fonderie de Berne des Usines Ludwig von Roll (actuelle société Von Roll).
Bien que la ville d'Évian soit frileuse à l'extension de la ligne, la Société des Bains engage en 1911 son extension en amont sur ses terrains et la commune de Neuvecelle, ce qui nécessite de déplacer la voie au niveau de la station amont initiale qui faisait partie prenante du parc de l'hôtel à cause de son toit-terrasse végétalisé tandis que l'évitement d'origine est remonté plus en amont et positionné de façon provisoire au pied de l'hôtel Royal ; la ligne prolongée est mise en service pour l'été 1912.
L'année 1912 vit aussi le projet d'extension en aval vers le centre-ville validé : l'extension nécessite le percement d'un tunnel et le décaissement de la voie entre le Splendide Hôtel et la Source Cachat, ainsi que le remplacement du matériel roulant par un autre de plus grande capacité. Enfin, l'évitement provisoire est démonté et remonté à son emplacement définitif, en contrebas.
La concession du funiculaire est accordée par le Conseil général de la Haute-Savoie le 16 avril 1913, permettant sa mise en exploitation le 1er mai ; l'équipement est déclaré d'utilité publique en 1914 et officiellement réceptionné par l'administration le 26 juillet 1915.
La ligne connut une hausse croissante de son trafic jusqu'en 1938 avec 144 263 passagers cette année-là. Une extension de 450 mètres jusqu'au tir aux pigeons de Neuvecelle est étudiée mais sans aboutir. Après la Seconde Guerre mondiale, le thermalisme est en déclin, ce qui affecte la ligne qui voit son trafic décroître tandis que les hôtels ferment : la ligne est fermée à l'issue de la saison 1969 et est remplacée par un service d'autobus.

### Renaissance et réouverture

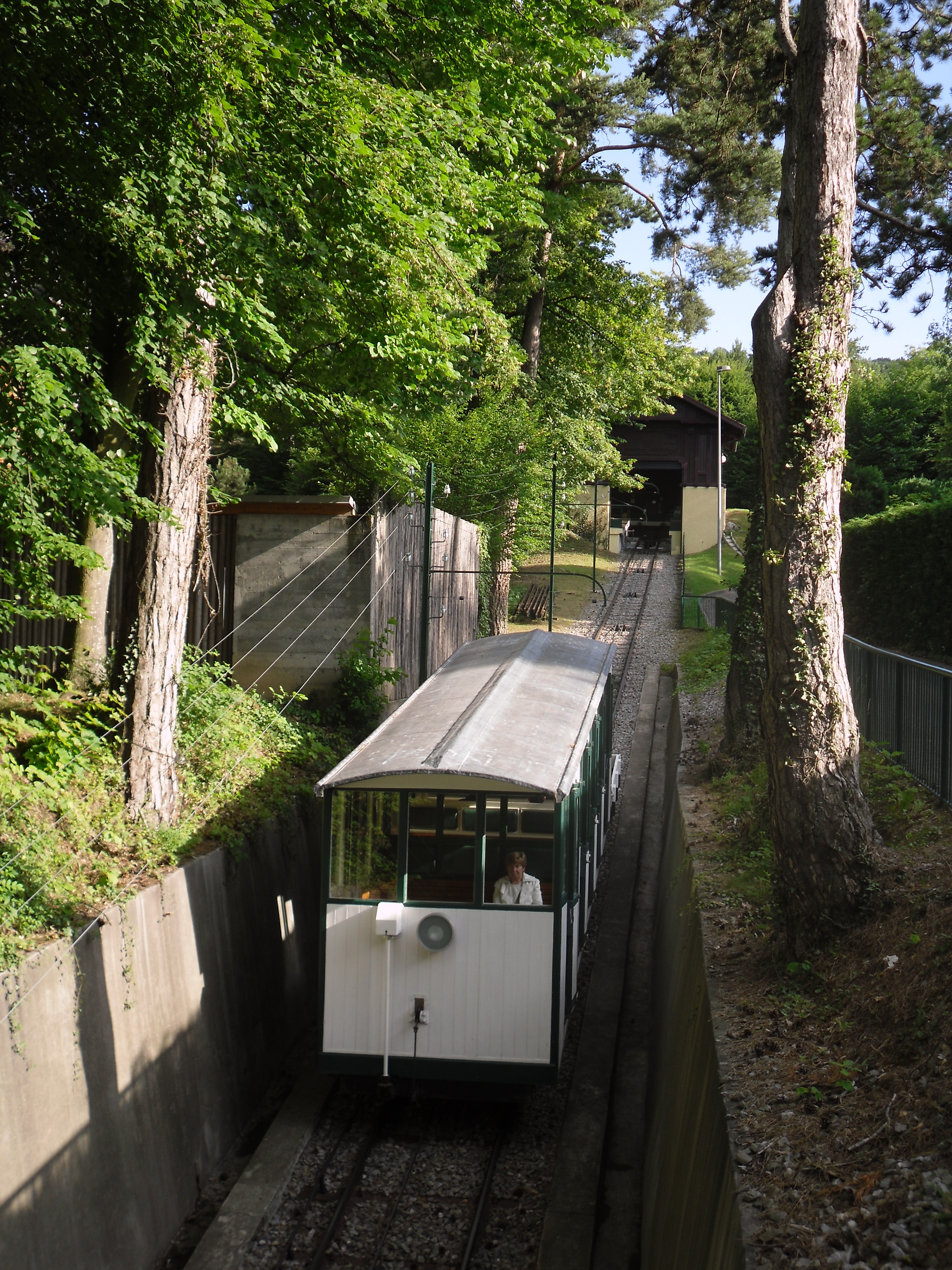
Voiture au départ de la gare en amont

Jean-Bernard Lemoine alors Membre Correspondant de la Ve Section de la Commission Supérieure des Monuments Historiques fut très intéressé par ce funiculaire et permit de le sauver de la destruction. Deux voitures du funiculaire du constructeur Von Roll sont classées au titre objet des monuments historiques par arrêté du 30 novembre 1983,. De son côté, le funiculaire, avec ses six stations, les voies ferrées et la machinerie située dans la station Neuvecelle, font l’objet d'une inscription au titre des monuments historiques par arrêté du 28 décembre 1984,.
Une possible restauration est délicate, en effet la station supérieure en bois, de style "chalet", est endommagée par un incendie en 1991.
Ce n'est qu'en 1995, avec le soutien de la nouvelle municipalité d'Évian dirigée par Marc Francina, fut décidé de restaurer le funiculaire « à l'identique » et de le remettre en service. En 1996, la ville, aidée par le département de la Haute-Savoie et la Direction régionale des Affaires culturelles rachète pour un Franc symbolique l'équipement afin de procéder à sa restauration en profondeur, tout en conservant son aspect d'origine.
Le tiers du budget est absorbé par les travaux de génie civil : le tunnel sous le centre-ville doit être renforcé, les murs de soutènements repris et le terminus aval, qui avait été inondé assaini. Le matériel roulant est remis en état et modernisé, tout en respectant son aspect d'origine, la machinerie est entièrement remplacée.
Les essais du funiculaire ont lieu entre mars et mai 2002, puis la ligne est rouverte le 21 juin 2002, 33 ans après sa fermeture.
En 2005, la desserte de la station du Splendide Hôtel — qui n'existe plus et dont la station est le seul vestige — est suspendue pour des raisons de sécurité : la station ne possède aucun accès depuis le chemin du Nant parallèle mais uniquement depuis le site de l'ancien hôtel, ce qui fait que certains imprudents traversaient les rails au risque de se prendre les pieds dans le câble de traction en mouvement.
Le funiculaire fonctionne à présent du 1er mai au 18 septembre de 10h à 19h et son utilisation est gratuite.

## Caractéristiques

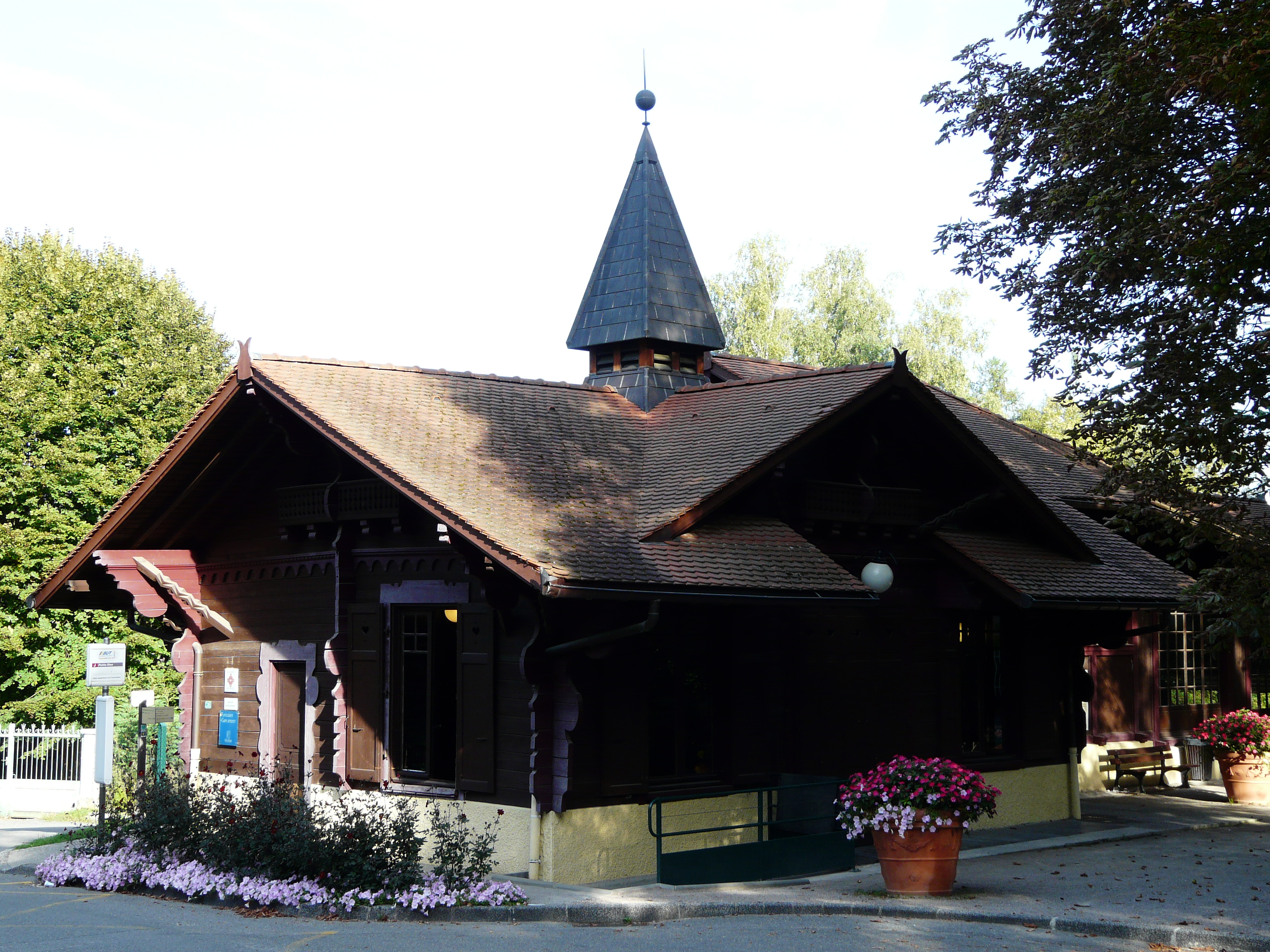
La gare amont à Neuvecelle, où se situe la machinerie.

### Exploitation
Exploité à l'origine par la Société des Bains d'Évian, la ligne est exploitée en délégation de service public de 2002 à 2014 par la STAT, exploitant du funiculaire de Thonon-les-Bains et des Bus urbains thononais, avant d'être reprise en régie par la ville d'Évian-les-Bains afin de mieux maîtriser les coûts, tandis qu'elle est gratuite depuis sa réouverture en 2002,.
La ligne est en service d'avril à septembre de 10 h (9 h 15 les mardis et vendredis, jours de marché) à 12 h 30 et de 13 h 15 à 19 h 20 ; les 14 juillet et 15 août, la ligne fonctionne jusqu'à 0 h 45.

### La ligne
La ligne est longue de 771 mètres et permet de rattraper un dénivelé de 125,31 mètres entre ses deux terminus avec une pente moyenne de 16,48 % et maximale de 22 %,. La ligne alterne sections aériennes et souterraines, le tout construit dans le lit du ruisseau du Nant d'Enfer, qui a été canalisé. La voie est à écartement métrique (1 000 mm) et compte un évitement de type Abt long de 75,16 m. Un câble longe la voie afin d'assurer la remontée d'informations entre les cabines et l'automate de contrôle.
Depuis son origine, sa vitesse d'exploitation est de deux mètres par seconde ; le temps de parcours varie de sept à 15 minutes : il dépend du nombre d'arrêts intermédiaires desservis, l'arrêt se faisant à la demande, de la fréquentation et de la quantité de matériel à charger ou décharger des wagonnets.
La machinerie et le poste de conduite sont installés en gare amont à Neuvecelle : si la machinerie Louis de Roll de 1912 est toujours en place, elle n'est plus utilisée depuis la rénovation et remplacée depuis par une machinerie Skirail de conception moderne tout en conservant la poulie d'origine.

### Liste des stations
Le funiculaire d'Évian compte la particularité de posséder quatre stations intermédiaires soit six stations au total, ce qui est unique en France (le funiculaire de Saint-Just à Lyon ne compte qu'une station intermédiaire).
|  |   |  | Stations        | Communes desservies        | Correspondances                          |
|  | - |  | --------------- | -------------------------- | ---------------------------------------- |
|  | O |  | Bains d'Évian   | Évian-les-Bains            | Bus ÉVA'D - Bus Star't - Débarcadère CGN |
|  | o |  | Buvette Cachat  | Évian-les-Bains            |                                          |
|  | x |  | Splendide-Hôtel | Évian-les-Bains            | Non desservie                            |
|  | o |  | Royal-Hôtel     | Évian-les-Bains            |                                          |
|  | o |  | Les Mateirons   | Évian-les-Bains/Neuvecelle |                                          |
|  | O |  | Neuvecelle      | Neuvecelle                 |                                          |

Le code couleur utilisé dans le tableau reprend celui utilisé sur le plan du réseau des transports en commun d'Évian-les-Bains.

### Les cabines

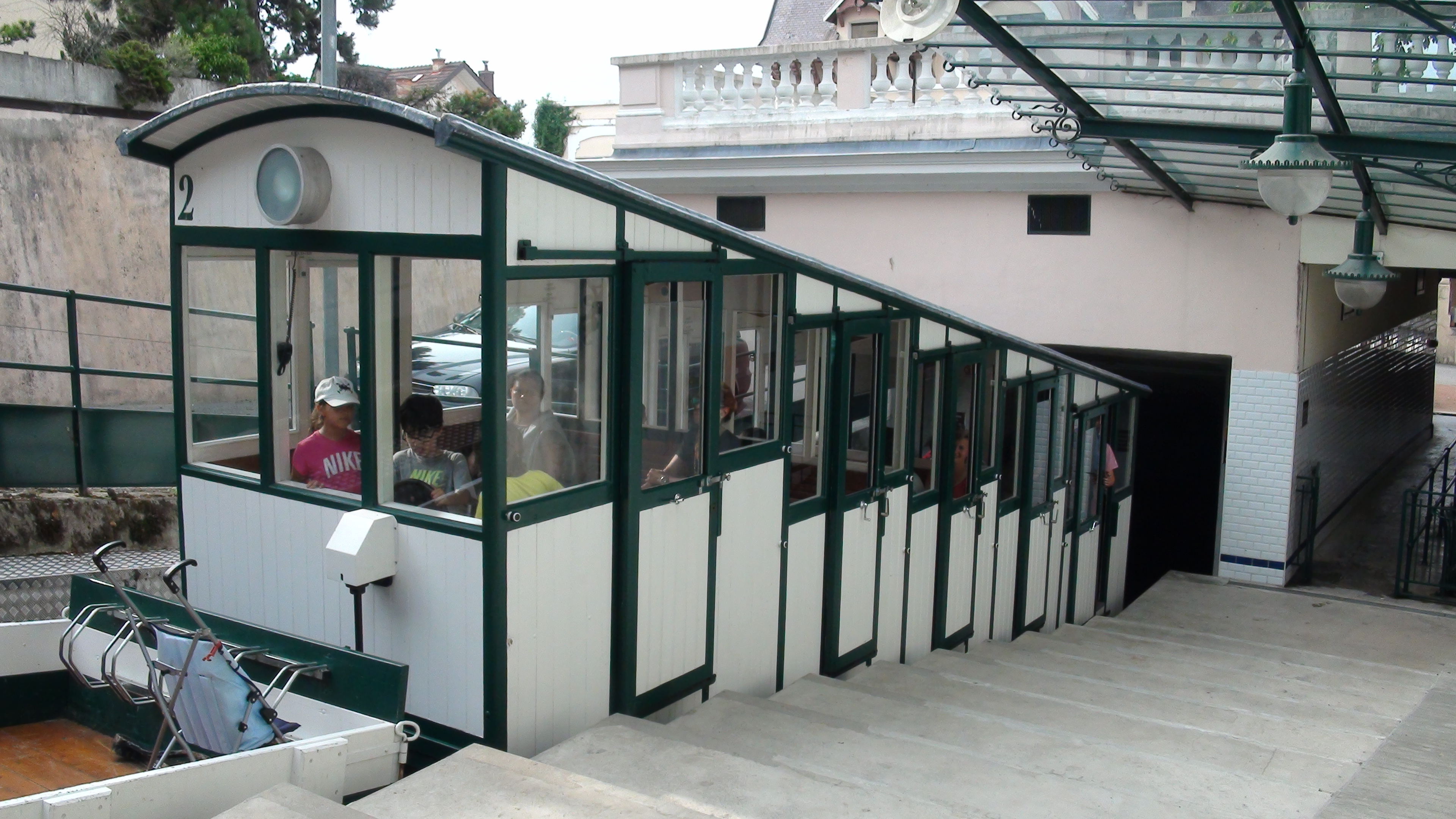
La cabine no 2 et son wagonnet.

Le matériel roulant date de 1913 — bien que les châssis seraient a priori ceux des cabines de 1907 rallongés — et est constitué de deux cabines numérotées 1 et 2 et de deux wagonnets attelés côté amont permettant de transporter jusqu'à cinq vélos, des marchandises ou encore des poussettes. Si la cabine no 2 a conservé sa caisse d'origine, la no 1 stationnée en gare aval durant les 33 ans d'abandon, avait été inondée et a dû être intégralement reconstruite.
Un cabinier est présent dans chaque caisse, notamment pour ouvrir et fermer les portes, dont la manipulation et le verrouillage sont manuels. Chaque cabine permet de transporter 60 personnes dont 40 assises, les bancs sont eux aussi en bois. Le poste de conduite a été lui aussi modernisé en 2002 avec l'ajout d'un tableau de commande permettant notamment de communiquer entre cabiniers ou avec le poste de conduite ou de commander l'éclairage intérieur ; le système de commande d'origine, bien qu'inactif, est toujours en place.
Chaque voiture mesure 8,5 mètres de long et dispose d'une caisse en bois peinte en blanc et vert et découpée en cinq compartiments disposés en escaliers. Les systèmes électriques sont alimentés par une batterie rechargée aux arrêts en stations par deux patins venant toucher un rail alimenté électriquement ; ce système a remplacé la ligne aérienne de contact dont subsistent les mâts qui sont eux aussi classés comme l'ensemble de l'ouvrage.